# Mr. Wu
Mr Wu es una película muda estadounidense de 1927 dirigida por William Nigh y protagonizada por Lon Chaney, Louise Dresser y Anna May Wong. El filme se centra en un patriarca chino que trama venganza contra el hombre inglés que sedujo a su hija.

## Reparto
- Lon Chaney como Señor Wu / Abuelo Wu
- Louise Dresser como Señora Gregory
- Renée Adorée como Wu Nang Ping
- Holmes Herbert como Señor Gregory
- Ralph Forbes como Basil Gregory
- Gertrude Olmstead como Hilda Gregory
- Señora Wong Wing como Ah Wong
- Claude King como Señor James Muir
- Sonny Loy como Wu niño
- Anna May Wong como Loo Song
- Toshia Mori como amiga de Nang Ping (acreditada como Toshia Ichioka)

## Argumento
En el prólogo, Chaney interpreta al Abuelo Wu, confiando la educación de su nieto a un socio inglés de confianza, declarando "Occidente está viniendo a Oriente. Él [mi heredero] tiene que ser preparado para ambos." Chaney también interpreta luego al nieto como hombre joven cuando contrae un matrimonio arreglado con una chica delicada que muere tras dar a luz una hija. Wu jura criar a la pequeña como hija e hijo.
Cuando la hija del Señor Wu, Nang Ping, se hace mujer, arregla un matrimonio para ella con un mandarín. Una muchacha vivaz y enérgica, ha sido educada por el antiguo tutor de su padre. A pesar de la reclusión en el palacio paterno, conoce y se enamora de Basil Gregory, un joven inglés. Su padre es un diplomático que no respeta las costumbres chinas e insulta a los"malditos chinks" en sus caras, aunque el resto de su familia es cortés.
Basil más tarde informa a Nang Ping que tiene que regresar a Gran Bretaña con su familia, pero ella le sorprende con la revelación de que espera un hijo. Basil le dice que está dispuesto a casarse, pero entonces ella le dice que solo estaba probando si era un "hombre honorable", y le confiesa que ya está comprometida en un matrimonio arreglado. A través de un jardinero entrometido, el padre de Nang Ping descubre la relación.
Mientras Wu examina agónicamente los escritos antiguos de su cultura, llega a la conclusión de que una hija deshonrada debe "morir por la mano de su padre." A pesar de su ternura y gran amor hacia ella, interpreta que la ley china tradicional exige la ejecución de Nang Ping. Padre e hija se despiden entre lágrimas, y ella le pide que perdone a su amante, indicando que eso hará su muerte menos dolorosa y sin sentido. Luego se retira obedientemente al santuario central de la casa. La última escena del acto concluye cuando una cortina cae dramáticamente sobre el perfil de Wu levantando su espada por encima de la forma postrada de su hija.
Wu entonces prepara una venganza contra la familia Gregory, a la que considera responsable del "deshonor" y subsiguiente muerte de su hija. Invita a la Señora Gregory y su hija a su casa y atrae a la hija a la habitación de Nang Ping, encerrándola con llave en la terraza exterior elevada de la habitación. Tiene a Basil atado en el jardín adyacente, flanqueado por un criado con un hacha. Al ocaso, la Señora Gregory debe elegir si condenar a su hijo a muerte o a su hija a la prostitución. Ella dice que hay otra manera y ofrece su propia vida. Wu explica que esto no es la costumbre en China; los padres están obligados a vivir y soportar la vergüenza. Sin embargo, la Señora Gregory continúa insistiendo a Wu en que tome su vida en vez de la de sus hijos, y durante el forcejeo, la Señora Gregory apuñala a Wu con un abrecartas del escritorio cercano, liberándose así, y finalmente, a su hija y a Basil. Wu se tambalea para golpear el gong que señalaría de todos modos al sirviente que debe matar a Basil, pero una visión de Nang Ping aparece, negando con la cabeza e implorando a su padre con los brazos abiertos. Siguiendo a la imagen fantasmal por el pasillo, Wu muere y es encontrado por su amigo y antiguo tutor, que recoge las cuentas de oración de Wu y dice "Así pasa la Casa de Wu."

## Producción
La película fue filmada en los estudios de la Metro-Goldwyn-Mayer en Culver City, California. El supervisor de guiones Willard Sheldon más tarde recordó que Chaney tuvo una buena relación laboral con el director William Nigh y que la producción se realizó sin problemas.

## De fondo

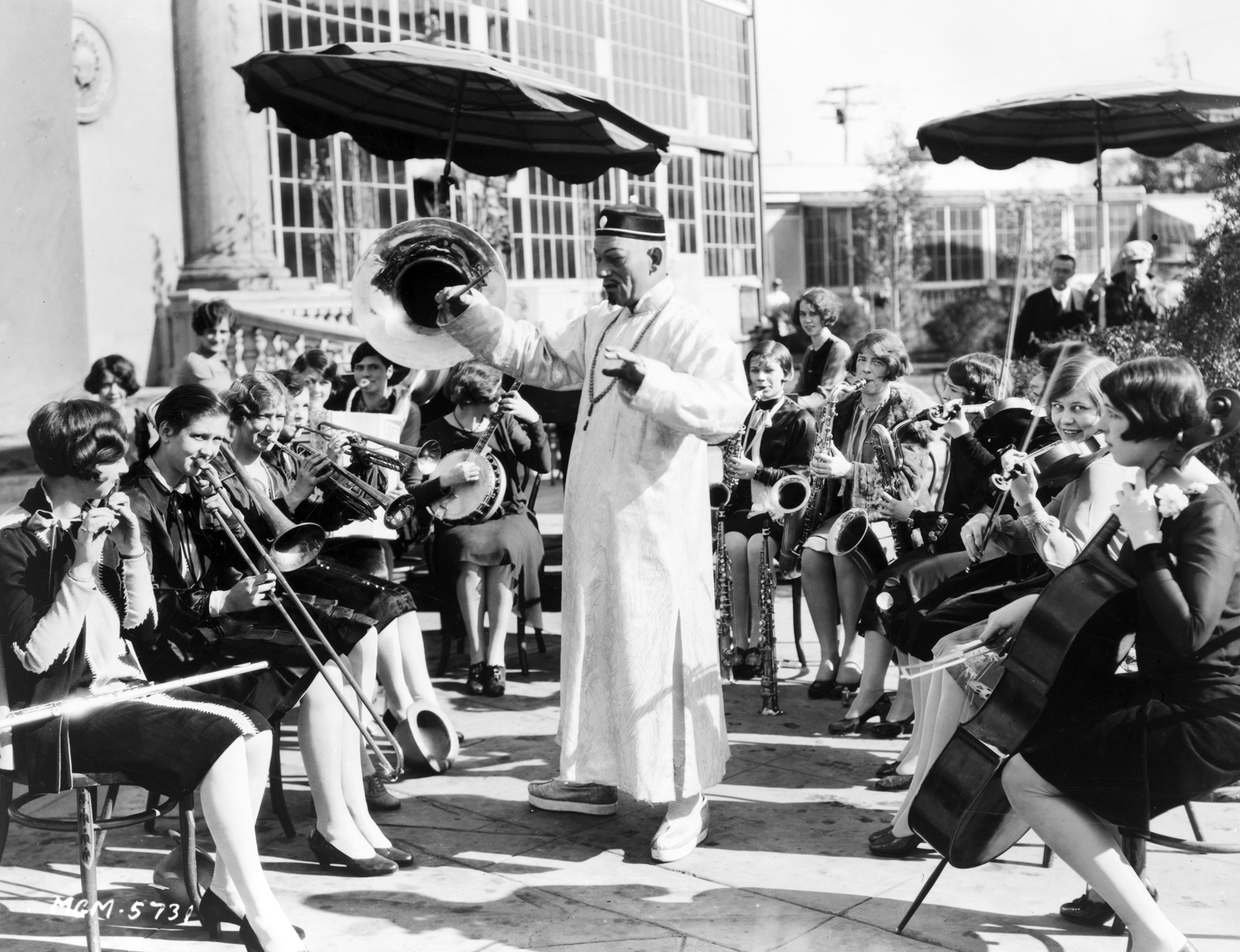
Lon Chaney caracterizado como el "Señor Wu", dirigiendo una orquesta femenina.

Mr Wu originalmente era una obra teatral, escrita por Harold Owen y Harry M. Vernon. Fue estrenada en Londres en 1913; la primera producción en EE. UU. se realizó en Nueva York el 14 de octubre de 1914 con la estrella teatral Walker Whiteside como Wu. El actor Frank Morgan estaba en el elenco original de Broadway, apareciendo bajo su nombre original Frank Wupperman.
El primer actor en representar al Señor Wu (en la producción del West End de 1913) fue el actor inglés nacido en Canadá Matheson Lang, que se hizo tan famoso en el papel que protagonizó una versión cinematográfica en 1919. La más conocida versión con Lon Chaney es por tanto un remake. Lang continuó desempeñando papeles asiáticos (aunque no exclusivamente), y su autobiografía se tituló Mr. Wu Looks Back (1940).
En la versión de 1927, para su caracterización del anciano abuelo Wu Chaney modificó sus pómulos y labios con algodón y colodión rígido. Rellenó sus fosas nasales con algodón y los extremos de una boquilla, y sus largas uñas eran tiras de celuloide pintadas. Usó piel de pez para simular el pliegue epicántico en el borde de los ojos y cabello crepado gris para el bigote y la perilla. Le llevaba de cuatro a seis horas aplicarse el maquillaje.
Wu Li Chang, una versión en lengua española de Señor Wu, fue producida también por MGM en 1930.
En 2000, Turner Classic Movies presentó su estreno en televisión con una banda sonora musical compuesta, producida, editada y mezclada por Maria Newman, que también dirigió la Viklarbo Chamber Symphony.
El personaje del Señor Wu fue más popular en Gran Bretaña que en Estados Unidos, al punto de engendrar otras referencias culturales, como la canción de comedia de George Formby "Mister Wu es ahora un limpiador de ventanas". En las comedias de pantomima británicas, que a menudo confían en material familiar a la audiencia de producciones anteriores, un chiste constantemente popular sucede cuando el comediante es afrontado por un gran villano temible de aspecto extravagante. En lugar de asustarse, el comediante saluda al villano familiarmente: "Mister Wu! Cómo lo hace?".